# Heinrich Federer

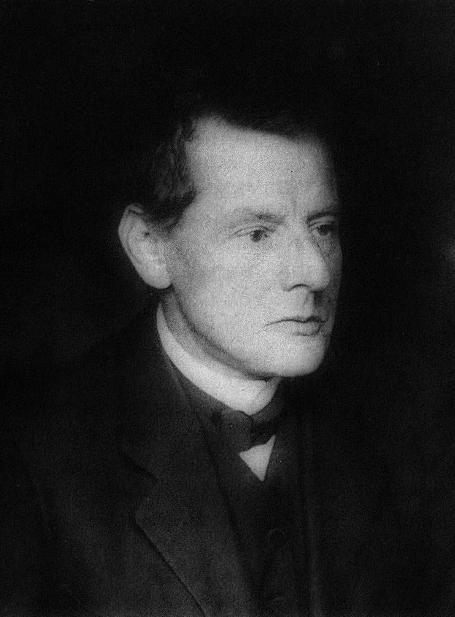
Heinrich Federer (1910)

Heinrich Federer (* 6. Oktober 1866 in Brienz; † 29. April 1928 in Zürich, heimatberechtigt in Berneck) war ein Schweizer Schriftsteller und katholischer Priester.

## Leben

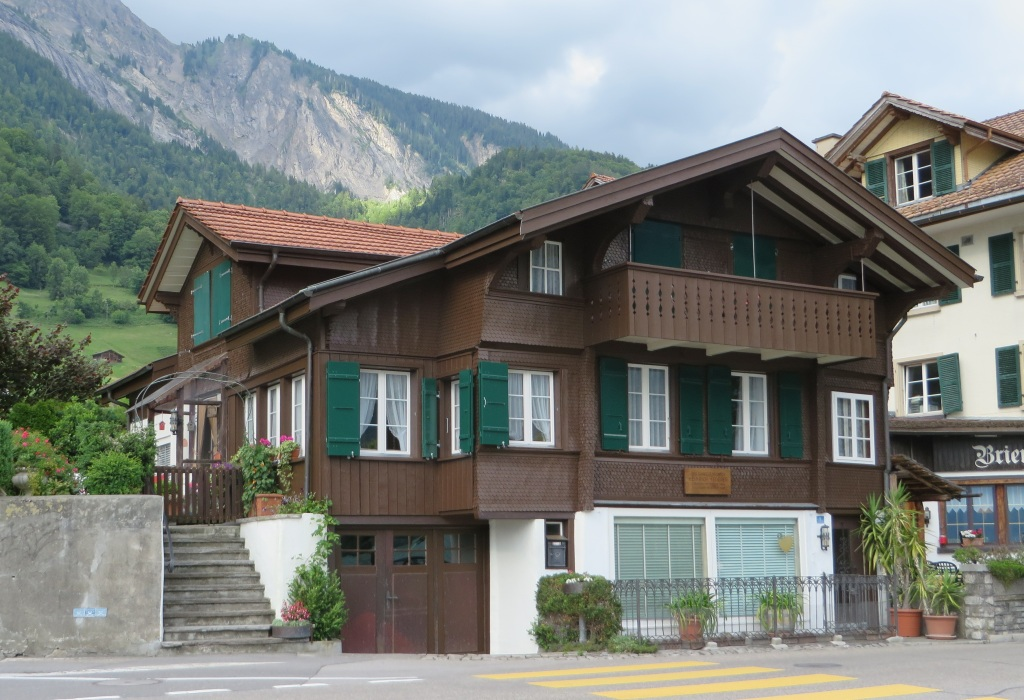
Geburtshaus in Brienz

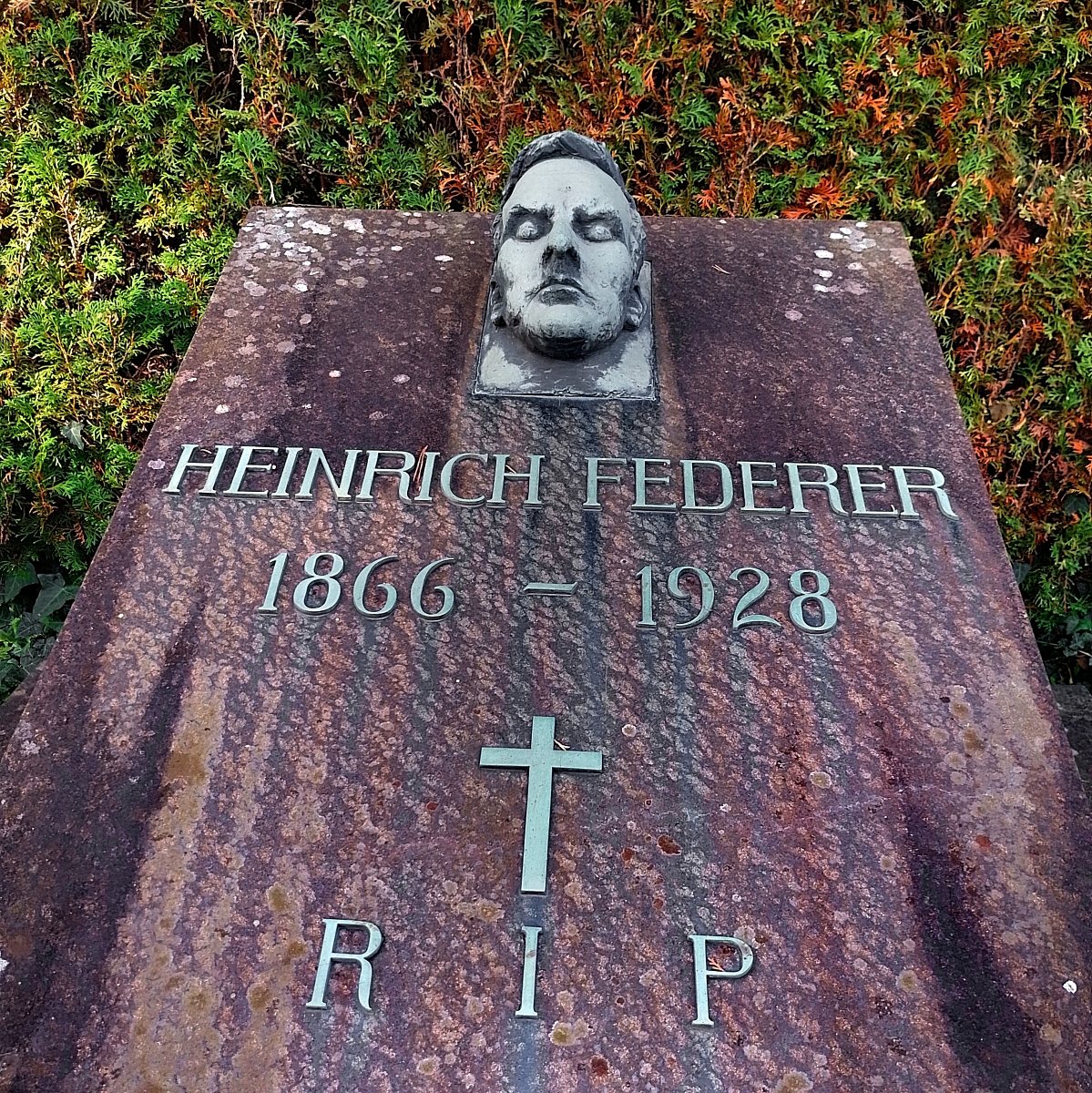
Grab, Friedhof Rehalp, Zürich

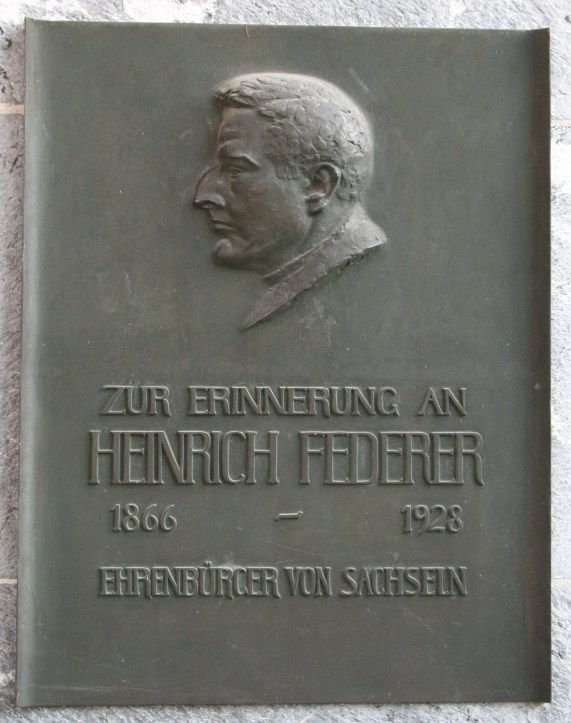
Gedenktafel an der Pfarrkirche in Sachseln

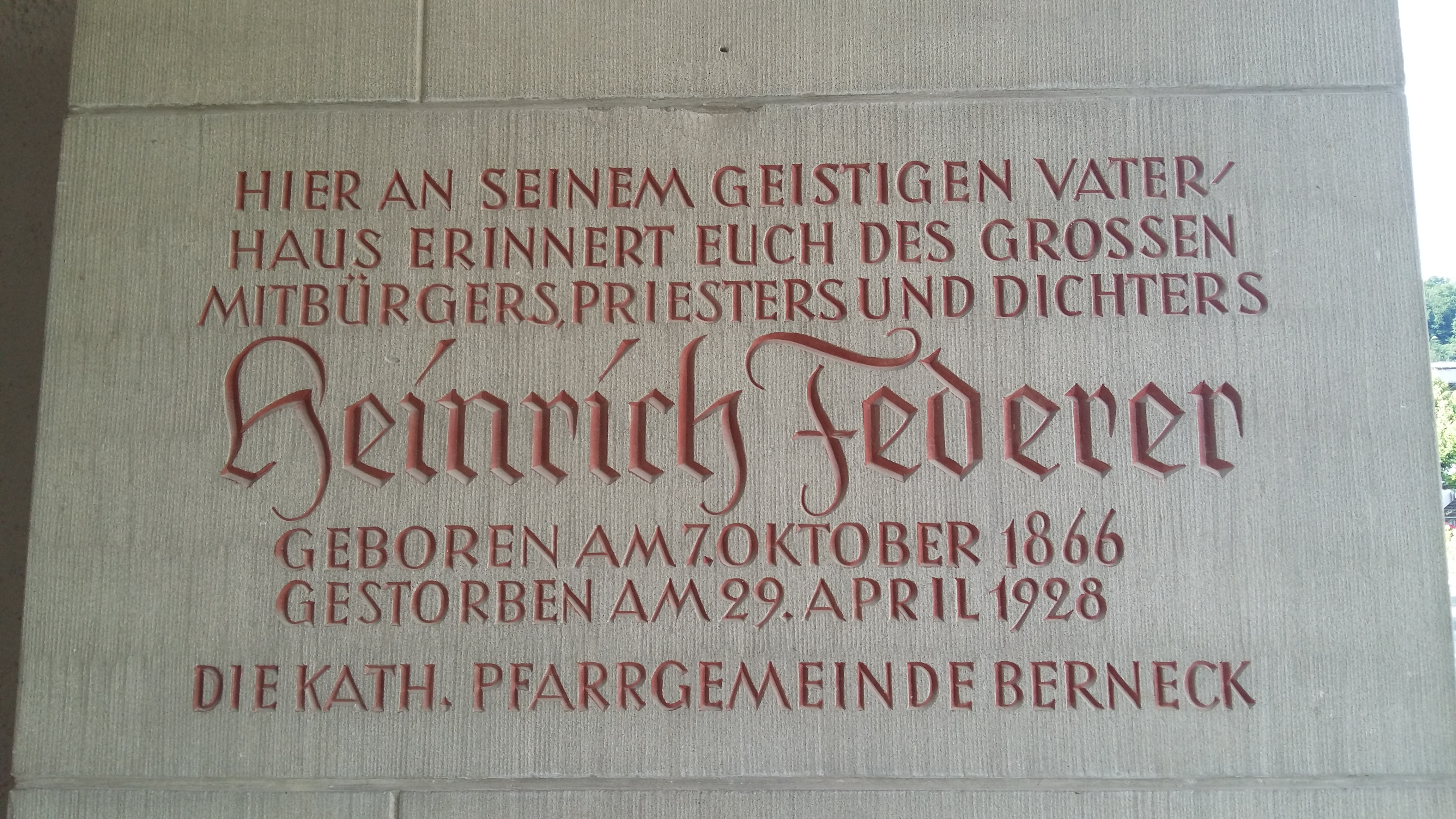
Inschrift an der Katholischen Pfarrkirche Unserer Lieben Frau in Berneck (SG)

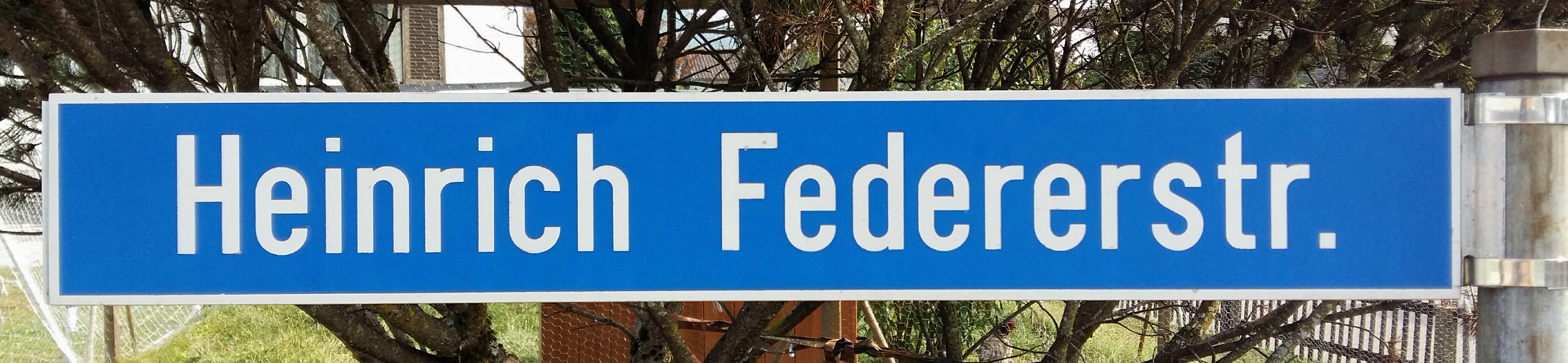
Heinrich Federerstrasse Berneck

Heinrich Federer wurde als Sohn von Johann Paul Federer, von Beruf Holzschnitzer und Lehrer, sowie der Verena geb. Nägeli in Brienz geboren. Aufgewachsen in Sachseln, besuchte er von dort aus 1881 bis 1887 das Gymnasium in Sarnen. Nach einem weiteren Jahr am Kollegium in Schwyz schloss er dort 1888 mit der Matura ab. Nach dem Studium der Theologie in Eichstätt (1888), Luzern (1888–1890) und Freiburg im Üechtland (1890–1892) wurde er 1893 zum Priester geweiht und war danach Kaplan in Jonschwil.
Aus gesundheitlichen Gründen – er litt unter Asthma – wurde Federer 1900 in ein Frauenheim nach Zürich versetzt und arbeitete als Chefredaktor bei den katholischen Neuen Zürcher Nachrichten. Zuvor war ihm die Aufnahme in das Benediktinerkloster Einsiedeln wie auch bei den Jesuiten verwehrt worden, da kirchenintern seine homosexuellen Neigungen wohl bereits bekannt waren.
Im sogenannten «Stanser Pädophilenprozess» wurde Federer am 24. September 1902 wegen einer angeblichen missbräuchlichen sexuellen Handlung an dem ihm anvertrauten zwölfjährigen Privatschüler Emil Brunner (1890–1924) in erster Instanz wegen «unsittlicher Handlungen» zu 24 Tagen Gefängnis und 500 Fr. Busse verurteilt. Federer hatte auf dem Stanserhorn im Hotel mit seinem Privatschüler eine Nacht in einem Zweibettzimmer verbracht, wobei sich beide zeitweise ein Bett teilten und es zu Annäherungen kam. Der Bewohner des Nachbarzimmers alarmierte gegen Morgen den Hotelier Josef Bucher (Sohn des Hotelerbauers Franz Josef Bucher) und dieser benachrichtigte die Polizei im Tal. Auch bei der Talfahrt mit der Stanserhorn-Bahn waren zärtliche Annäherungen von Federer an den Schüler aufgefallen. Federer verlor seine Reputation und seine Arbeitsstelle bei der Zeitung. Er war zwei Tage nach seiner Verhaftung von der Neuen Zürcher Zeitung (NZZ) vorverurteilt worden. In zweiter Instanz wurde das Urteil am 15. Januar 1903 vom Nidwaldner Obergericht auf den Tatbestand «Erregung öffentlichen Ärgernisses» und die Busse auf 300 Fr. gemildert. 20 Jahre später wurde er in der NZZ durch einen Artikel von Eduard Korrodi rehabilitiert.
In dem realistischen Heimatroman Berge und Menschen verarbeitete Federer das Thema der legitimen und illegitimen Elternschaft als Hommage an Emil Brunner. Mit diesem sowie den Lachweiler Geschichten gelang Federer 1911 der literarische Durchbruch. Er wurde zum bekanntesten Autor der katholischen Schweiz.
Heinrich Federer lebte zwischen 1919 und 1928 im Oberstrass-Quartier an der Bolleystrasse 44 in Zürich, wo eine Gedenktafel noch heute an seine letzten Jahre erinnert, sein Grab liegt auf dem Zürcher Friedhof Rehalp (FG 96090). Sein Nachlass befindet sich im Schweizerischen Literaturarchiv in Bern.
In der zweiten Hälfte des 20. Jahrhunderts gerieten Leben und Werk Federers zusehends in Vergessenheit. Im Jahr 2002 machte Pirmin Meier in seiner historiographischen Erzählung «Der Fall Federer» Federers Prozess, seine Homosexualität und deren literarische Spuren wieder zum Thema.

## Ehrungen
- 1922 wurde Heinrich Federer die Ehrengabe der Schweizerischen Schillerstiftung verliehen.
- 1927 wurde ihm die Ehrendoktorwürde der Universität Zürich zugesprochen.
- 1927 Ehrenbürger von Sachseln.[5]
- In seinem Heimatdorf Berneck, im St. Galler Heiligkreuz-Quartier und im Zürcher Quartier Wollishofen ist jeweils eine Strasse nach ihm benannt.
- Zum 100. Geburtstag von Heinrich Federer erschien 1966 eine Briefmarke aus der Pro-Patria-Serie.[6]

### Auszeichnungen
- 1925 Gottfried-Keller-Preis
- 1926 Gesamtwerkspreis der Schweizerischen Schillerstiftung

## Werke (Auswahl)
- Berge und Menschen, Roman, 1911

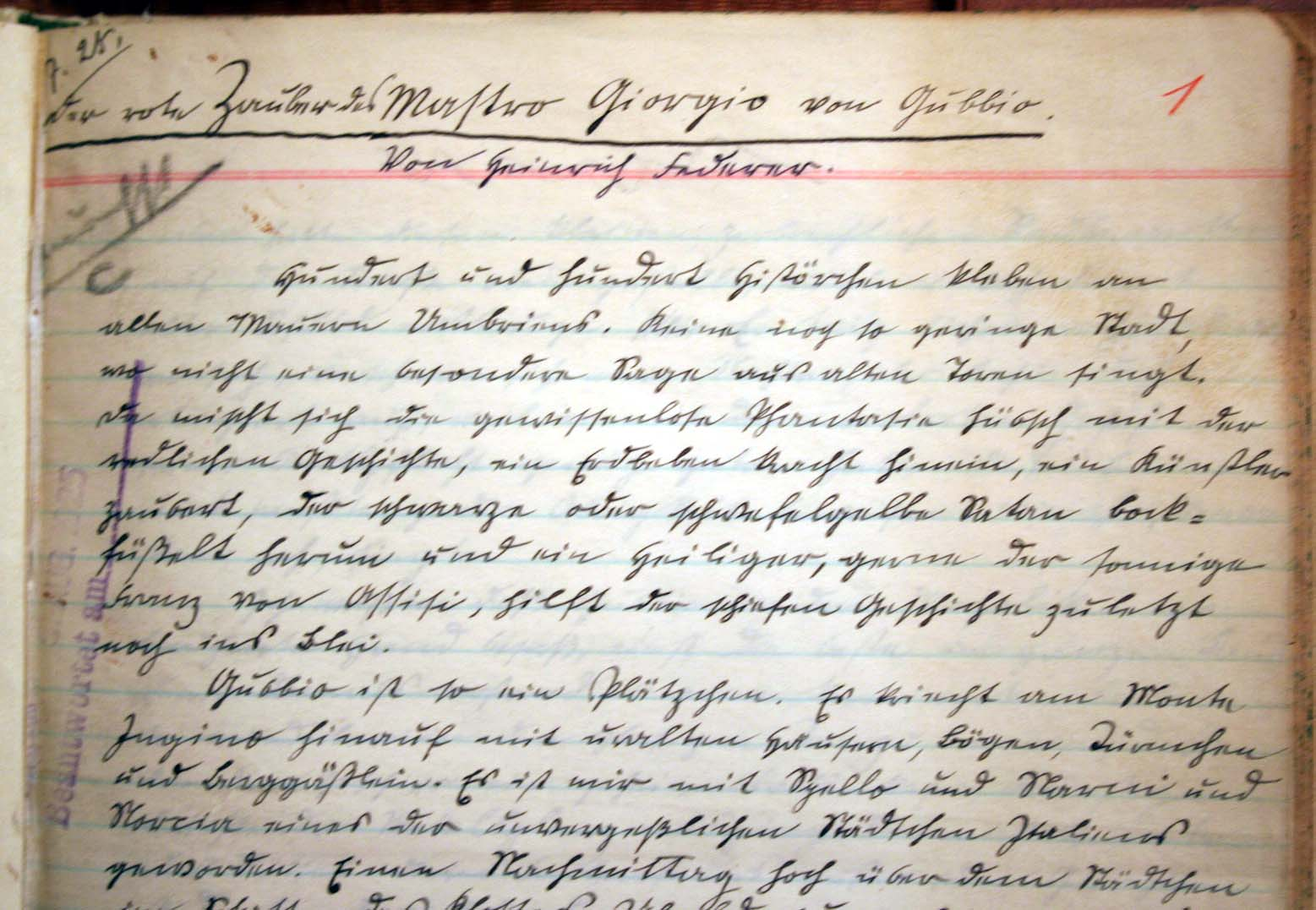
Anfang der Erzählung Der rote Zauber des Mastro Giorgio von Gubbio

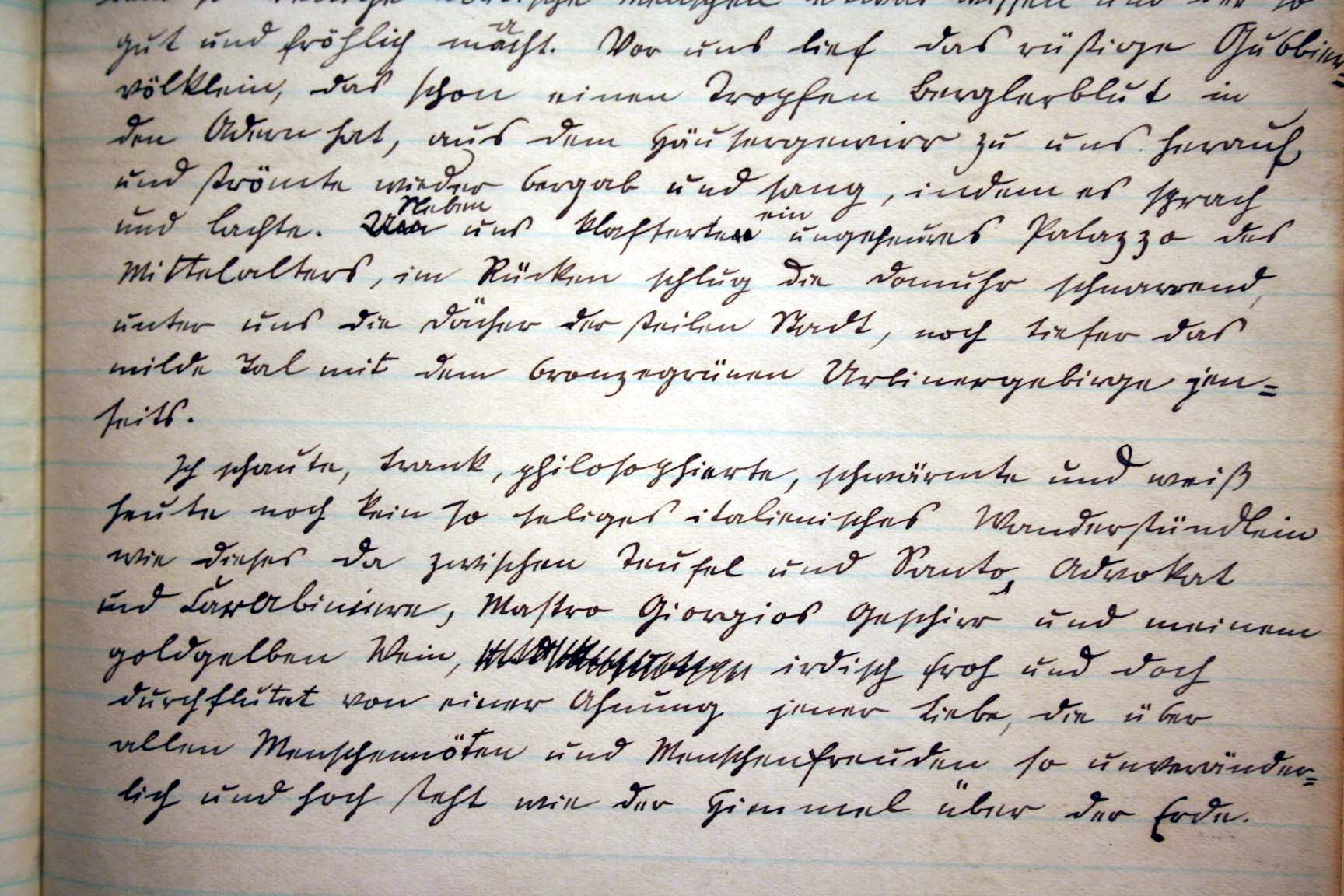
Schluss der Erzählung

- Lachweiler Geschichten, Erzählungen, 1911
- Pilatus, Erzählung, 1912
- Sisto e Sesto, Erzählung, 1913
- Jungfer Therese, Roman, 1913
- Das letzte Stündlein des Papstes, Erzählung, 1914
- Das Mätteliseppi, Roman, 1916
- Unser Herrgott und der Schweizer. Ein stolzbescheidenes Geschichtlein, 1916
- Patria, Erzählung, 1916
- Eine Nacht in den Abruzzen. Mein Tarcisius-Geschichtlein, 1917
- Gebt mir meine Wildnis wieder, Erzählung, 1918
- Der Fürchtemacher, Erzählung, 1919
- Das Wunder in Holzschuhen, Erzählungen, 1919
- Spitzbube über Spitzbube, Erzählung, 1921
- Felix Xylanders Leidenschaft, Erzählung, 1922
- Dante, Novelle, 1923
- Papst und Kaiser im Dorf, Erzählung, 1924
- Wander- und Wundergeschichten aus dem Süden, Erzählungen, 1924
- Regina Lob, Roman, 1925
- Unter südlichen Sonnen und Menschen, Sechs Novellen, 1926, darin u. a.: Der rote Zauber des Mastro Giorgio von Gubbio
- Am Fenster, Autobiographie/Jugenderinnerungen, 1927
- Aus jungen Tagen, Autobiographie, 1928
- Von Heiligen, Räubern und von der Gerechtigkeit, Erzählungen, 1929
- Ich lösche das Licht, Gedichte, 1930

## Schweizerischer Studentenverein
Heinrich Federer war zu Studienzeiten ein aktives Mitglied des Schweizerischen Studentenvereins. Er wurde Mitglied in folgenden Sektionen:
- GV Suitia Schwyz (1887/1888)
- AV Helvetia Eystettensis Eichstätt (1888)
- AV Semper Fidelis Luzern (1888–1890)
- AV Turicia
- Romania (später: AKV Alemannia) Freiburg im Üe. (1890–1892)

In der Suitia und der Romania hatte er auch das Amt des Aktuars inne. 1904/1905 war er Mitbegründer der katholischen «Renaissance».

## Literatur

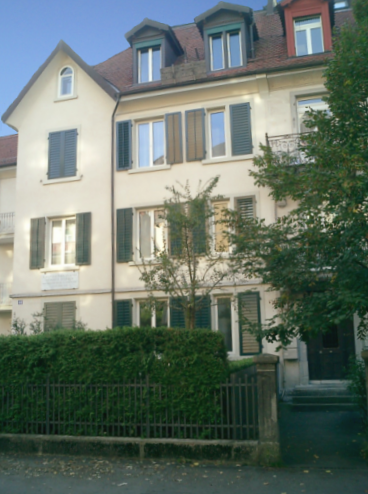
Letzter Wohnort von Heinrich Federer an der Bolleystrasse 44 in Zürich

## Hörspiel
- «Er ist mir lieb wie der Abendstern», Dokumentarhörspiel über den «Stanser Pädophilenprozess» von 1902. Regie: Geri Dillier, Produktion: Radio SRF 1 2008, Dauer: 46 Min. Online verfügbar im Hörspielarchiv SRF 1.